# やぎ座ゼータ星
やぎ座ζ星（英語: Zeta Capricorni、ζ Cap）は、やぎ座にある分光連星系で、見かけの明るさは4等級である。やぎ座ζ星系は、年周視差から推定すると、地球から約390光年離れていることになる。

## 星系
やぎ座ζ星系は、3.75等級の黄色いG型超巨星（若しくは輝巨星）のやぎ座ζ星Aと、水素過剰な白色矮星のやぎ座ζ星Bからなる。両者は、大体1AU離れたところを、6.5年周期で公転している。食変光星であるという報告がされたこともあるが、その正否は明らかになっていない。
やぎ座ζ星Aは、バリウム星の典型とも考えられ、炭素分子（例えばC2）やs過程元素も過剰であることがわかっている。特に、s過程元素の一つプラセオジムが過剰なことが特徴的である。
白色矮星のやぎ座ζ星B（またはWD 2123-226）は、質量が太陽とほぼ同じで、表面温度は約23,000Kと見積もられる。やぎ座ζ星Bは、バリウム星の多くが白色矮星を含む連星系であることから、やぎ座ζ星のスペクトルにみられる紫外線の超過を調べることで、発見された
やぎ座ζ星Bが見つかる前、1897年にはやぎ座ζ星が二重星であることが発見されていた。しかし、こちらは固有運動が一致しないことから、見かけだけの重星であることがわかっている。

## 名称
中国では、戦国時代の十二国を表す十二國 （拼音: Shíer Guó）という星官を、やぎ座φ星、やぎ座ι星、やぎ座38番星、やぎ座35番星、やぎ座36番星、やぎ座χ星、やぎ座θ星、やぎ座30番星、やぎ座33番星、やぎ座19番星、やぎ座26番星、やぎ座27番星、やぎ座20番星、やぎ座η星、やぎ座21番星と共に形成する。やぎ座ζ星自身は、燕と呼ばれているが、天市右垣に属するへびつかい座ν星も同じ名前を持つ。